# 安藤則命
安藤 則命（あんどう そくめい / のりみち、1828年4月19日（文政11年3月6日） - 1909年（明治42年）11月23日）は、幕末の薩摩藩士、明治期の警察官僚・政治家。元老院議官、貴族院勅選議員、錦鶏間祗候。通称・十郎。従三位勲一等。

## 経歴
薩摩国鹿児島城下で薩摩藩士・安藤十郎の息子として生まれる。英学を修めて子弟に教授した。
明治維新後、新政府に出仕し、明治元年10月2日（1868年11月15日）東京府市中取締隊長に就任。以後、東京府監察、同大属、兼同第二大区総長、同第一大区総長、同権典事、同典事、同邏卒総長、警保助、司法中検事、権大警視、大警視、中警視、権中警視などを歴任。西南戦争に際し、新撰旅団の編成に尽力した。1879年、藤田組贋札事件を担当したが、積極的な捜査を行おうとして当局の忌避に触れ、同年12月2７日、免本官、位記返上を命ぜられた。
1882年6月21日、司法大書記官として復帰。以後、第十局副長、検察局詰などを務めた。1884年12月4日、元老院議官に就任。1890年9月29日、貴族院勅選議員に任じられ、同年10月20日、元老院が廃止され非職となり錦鶏間祗候を仰せ付けられた。1909年11月、貴族院議員在任中に病のため薨去した。墓所は青山霊園で、管理事務所の裏にある。

## 栄典・授章・授賞
位階
- 1885年（明治18年）2月6日 - 従四位[8]

勲章等
- 1886年（明治19年）11月30日 - 勲三等旭日中綬章[9]
- 1889年（明治22年）11月25日 - 大日本帝国憲法発布記念章[10]